# The Chaos (álbum)
The Chaos es el cuarto álbum por la banda inglesa The Futureheads. Fue lanzado el 26 de abril de 2010. El álbum es el segundo en el sello Nul Records, y fue precedido por una descarga de un sencillo, «Struck Dumb», el 2 de diciembre de 2009. La canción es un ejemplo de «guitarra clásica rockera» y ha sido descrita como «una explosión de energía pop-punk». El baterista Dave Hyde recientemente ha estado ocupado con el proyecto paralelo conocido como Hyde and Beast quién hace «estrafalario de los 60 y 70, casi música carnaval con estilo» así que no es claro que dirección el nuevo álbum de The Futureheads tomará. La banda ha descrito el nuevo material como «complicado».

## Lista de canciones
1. The Chaos - 4:09
2. Struck Dumb - 2:50
3. Heartbeat Song - 2:29
4. Stop the Noise - 2:31
5. The Connector - 2:56
6. I Can Do That - 3:42
7. Sun Goes Down - 3:52
8. This Is the Life - 2:55
9. The Baron - 3:11
10. Dart at the Map - 4:04
11. Jupiter - 6:23

HMV bonus track exclusivos
1. Bricks & Stones
2. Local Man of the World

En ambas versiones normales y la versión HMV, hay una canción escondida, «Living On Light», colocada después de la canción final de cada lanzamiento.